# Frank Kermode
John Frank Kermode (Isla de Man, 29 de noviembre de 1919 - Cambridge, 17 de agosto de 2010) fue un crítico literario británico, uno de los más influyentes y respetados de Inglaterra.
Kermode fue autor y editor de más de cincuenta libros y fue colaborador habitual de publicaciones periódicas como la London Review of Books (revista que ayudó a crear) y The New York Review of Books. Fue también el editor principal de la popular serie Fontana Modern Masters, dedicada a los más importantes pensadores modernos.

## Biografía
Kermode nació en la isla de Man y fue educado en la Universidad de Liverpool. Sirvió seis años en la Armada Real en una misión en Islandia durante la Segunda Guerra Mundial.
Posteriormente, siguió una carrera académica, convirtiéndose en profesor de literatura inglesa moderna en la Universidad de Londres (1967-74). Con ayuda de Kermode, el Departamento de Inglés de la Universidad de Londres presidió una serie de seminarios de postgrado, que abrió nuevos caminos mediante la introducción por primera vez la teoría crítica contemporánea de Francia a Gran Bretaña.
En 1974, Kermode tomó la posición de King Edward VII - Profesor de literatura inglesa en la Universidad de Cambridge. Renunció al cargo en 1982 y más tarde se trasladó a la Universidad de Columbia, donde ahora era profesor emérito en humanidades - Julian Clarence Levi.
De 1975-1976 Kermode fue profesor en la Universidad de Harvard.
Fue nombrado caballero en 1991.

## Obras
1. Inglés Pastoral poesía desde los inicios a Marvell (1952) editor
2. La tempestad (1954) editor
3. Del siglo XVII canciones, ahora impreso por primera vez de un manuscrito Bodleian (1956) con John P. Cutts
4. John Donne (1957)
5. La imagen romántica (1957)
6. La vida de Milton (1960) editor, ensayos
7. Wallace Stevens (1961)
8. Puzzles y epifanías, ensayos y reseñas 1958-1961 (1962)
9. Discusiones de John Donne (1962) editor de
10. Spenser y el alegoristas (1962)
11. La paciencia de Shakespeare (1964)
12. La integridad de Yeats (1964) con Denis Donoghue, Norman Jeffares, TR Henn
13. Spenser (1965) editor
14. El aprendizaje de Shakespeare (1965)
15. Cuatro siglos de Shakespeare Crítica (1965)
16. Shakespeare: The Reproducciones Final (1965)
17. Las Humanidades y la comprensión de la realidad (1966) con Monroe C., Beardsley, Barry Bingham, Northrop Frye
18. El sentido de un final: Los estudios en la teoría de la ficción (1967) revisado en 2003
19. La poesía seleccionada de Marvell (1967) editor de
20. Continuidades (1968)
21. El rey Lear, un libro de casos (1969) editor de
22. Los poetas metafísicos (1969)
23. Sobre la poesía y los poetas de TS Eliot (1969) editor de
24. Modern Essays (1970)
25. Shakespeare, Spenser, Donne: Renaissance Essays (1971)
26. El lector de Oxford: Variedades de discurso contemporáneo (1971) con Richard Poirier
27. La Antología de Oxford de Literatura Inglesa, Volúmenes I y II (1973) con el editor John Hollander.
28. DH Lawrence (1973)
29. Inglés Renacimiento Literatura, Conferencias de introducción (1974) con Stephen Fender y Kenneth Palmer
30. El clásico: las imágenes literarias de la permanencia y el cambio (1975)
31. Prosa seleccionados de TS Eliot (1975) editor de
32. La génesis de El secreto: en la interpretación de Narrativa (1979) Charles Eliot Norton Lectures
33. Los poemas de John Donne (1979)
34. El arte de contar: Essays on Fiction (1983).
35. William Wordsworth (1984) editor
36. Formas de atención (1985)
37. Samuel Taylor Coleridge (1985)
38. La Guía Literaria de la Biblia (1987) con Robert Alter
39. Historia y valor (1988) Clarendon Lectures y Conferencias Northcliffe 1987
40. Un apetito por la poesía. Ensayos de interpretación literaria (1989)
41. Collected Poesía y prosa de Wallace Stevens (1989) con el editor Joan Richardson
42. Andrew Marvell (1990) editor con Keith Walker
43. Poesía, narrativa, Historia (1990)
44. Los usos de error (1991) ensayos
45. Un hombre Innombrable (Enitharmon Press 1994) con Edward Upward
46. No tienen derecho (1995) libro de memorias
47. Francis Bacon (1996)
48. Guía del lector para los escritores del siglo XX (1996) con el editor Peter Parker
49. Oxford Libro de Notas (1996) editor con Anita Kermode
50. La mente tiene montañas (1999) con el editor Anthony Holden
51. Edward Upward: A Bibliography 1920-2000 (Enitharmon Press, 2000), con Alan Walker,
52. Shakespeare's Language (2000)
53. Complacerme a mí mismo: a partir de Beowolf a Philip Roth (2002)
54. Pieces of My Mind: Escritos 1958-2002 (2003) ensayos
55. La Época de Shakespeare (2004)
56. Life.After.Theory (2004), Jacques Derrida, Toril Moi y Christopher Norris
57. El placer, el Cambio, y el Canon (2004) con Robert Alter.
58. La duquesa de Malfi: Siete obras maestras del Drama Jacobino (2005), editor.